# قطعنامه ۱۵۳۴ شورای امنیت
قطعنامه ۱۵۳۴ شورای امنیت سازمان ملل متحد که در تاریخ ۲۶ مارس ۲۰۰۴ تصویب شد، سندی بین‌المللی دربارهٔ دادگاه جنایی بین‌المللی برای یوگسلاوی سابق و دادگاه جنایی بین‌المللی برای رواندا است. این قطعنامه طی نشست ۴۹۳۵ام با ۱۵ رای موافق، ۰ مخالف و ۰ ممتنع تصویب شد.